# Selectieve sedimentatie
Selectieve sedimentatie heeft betrekking op sedimentatie en is het effect dat zwaardere clasten in een bewegend waterhoudend medium (zoals een rivier) eerder op de bodem terechtkomen dan de lichtere delen. Zo wordt bijvoorbeeld grind van de sedimenten het eerste afgezet en klei vervoerd tot verder van het brongebied. In het geval van de rivier de Maas, is grind alleen terechtgekomen tot ongeveer Midden-Limburg omdat het zwaarder is dan klei en dus eerder in het rivierverloop is afgezet. 
In de mijnbouw en bij waterzuivering wordt gebruikgemaakt van selectieve sedimentatie om de fractie met de kleine deeltjes af te scheiden uit een suspensie.